# Diego Aguilar
Diego de Jesús Aguilar Millán (ur. 13 stycznia 1997 w Toluce) – meksykański piłkarz występujący na pozycji skrzydłowego, od 2024 roku zawodnik Tlaxcali.